# Andert-et-Condon
Andert-et-Condon település Franciaországban, Ain megyében. Lakosainak száma 335 fő (2022. január 1.). Andert-et-Condon Belley, Chazey-Bons, Contrevoz, Saint-Germain-les-Paroisses, Arboys en Bugey és Chazey-Bons községekkel határos.

## Népesség
A település népességének változása:
| Lakosok száma | 159  | 276  | 262  | 319  | 337  | 342  | 330  | 326  | 324  | 335  |
|               | 1968 | 1982 | 1990 | 2006 | 2013 | 2015 | 2017 | 2019 | 2020 | 2022 |